# Craco
Craco es un municipio situado en el territorio de la provincia de Matera, en Basilicata (Italia).
El casco antiguo fue abandonado debido a un deslizamiento de tierra, ocurrido en 1963, convirtiéndose en una ciudad fantasma. Hoy en día, es un destino turístico y un lugar popular para filmación de películas entre las que se encuentran escenas de Cristo se paró en Éboli, de La Pasión de Cristo y de Quantum of Solace, entre otras. 
En 2010, World Monuments Fund incluyó el centro histórico de Craco en la lista de vigilancia de los sitios más amenazados.

## Historia
Los orígenes de Craco se remontan al siglo VIII a. C. Es probable que ofreciera refugio a los colonos griegos de Metaponto, cuando se mudaron para escapar de la malaria.
Craco fue posteriormente un centro bizantino. El primer testigo del nombre de la ciudad se remonta a 1060, cuando el territorio estaba bajo la autoridad del arzobispo Arnaldo de Tricarico, que le dio el nombre de Graculum. Erberto, quizás de origen normando, fue el primer señor feudal entre 1154 y 1168 y la estructura del centro histórico data de este período.
Durante el reinado de Federico II, Craco fue un importante centro estratégico militar. En 1799, durante la República Partenopea, la población se adhirió a los ideales republicanos y se rebeló contra el poder feudal, pero la revuelta fue reprimida con violencia después de la restauración borbónica.
Como la mayoría de los centros en Basilicata, la ciudad fue expuesta al fenómeno del bandolerismo, conocido como brigantaggio. El 18 de julio de 1807, durante la ocupación napoleónica, fue saqueada por bandas de bandidos, que robaron y mataron a los señores pro-franceses. En 1861, durante la reacción borbónica después de la unificación de Italia, Craco fue invadida por la armada del famoso brigante Carmine Crocco.

### Abandono
Craco, o el antiguo pueblo de Craco, está situado en el valle de Cavone, y permanece abandonado desde el año 1975, después de que los movimiento sísmicos destruyeran las casas que poco a poco fueron quedando abandonadas. Fue la consecuencia indeseada de una falla geológica contra la que no se podía luchar: la ciudad de Craco estaba situada sobre una colina de arena y arcilla que no resistiría el mínimo temblor demasiado tiempo. 
La ciudad de Craco, hoy en ruinas, es un pequeño circuito turístico bastante desolador. Es posible recorrer sus calles entre fachadas destruidas, pero al mismo tiempo, admirar algunas de las casonas señoriales, o ascender hasta la cima y recorrer la torre del Castillo, explorar antiguas iglesias y sobre todo, observar las panorámicas de un sitio que podría ser el escenario de una película de fantasmas. 
La villa abandonada de Craco acentúa su apariencia fantasmal gracias a su emplazamiento a 400 metros de altura sobre la colina empinada. Craco se irá “desmoronando” eternamente a cielo abierto, y mientras, será un paisaje para explorar entre aquellos sitios abandonados que. por su silencio y sus construcciones vacías, impregnan un misterio difícil de explicar y de encontrar. Craco, con registros del asentamiento desde el año 1276 a. C., no pudo llegar habitado al tercer milenio. Los deslizamientos de tierra, que resultaron irreversibles, convirtieron a Craco en una ruina para siempre.

## Demografía
| Gráfica de evolución demográfica de Craco entre 1861 y 2001 |
|                                                             |
| fuente ISTAT - elaboración gráfica a cargo de Wikipedia     |

## Cultura

### Cine
Debido a su paisaje único y particular, Craco es un escenario para muchas películas como Cristo se paró en Éboli (1979) de Francesco Rosi, El sol también sale de noche (1990) de Paolo y Vittorio Taviani, Ninfa plebea (1996) de Lina Wertmüller, La Pasión de Cristo (2004) de Mel Gibson, The Nativity Story (2006) de Catherine Hardwicke y Quantum of Solace (2008) de Marc Forster.

### Televisión
Craco fue elegida entre los lugares de rodaje de la telenovela brasileña El rey del ganado, de Luiz Fernando Carvalho.

### Música
El grupo francés Ödland filmó en Craco el videoclip de la canción "Santa Lucia", del álbum Sankta Lucía (2011).
Craco es la ubicación principal del videoclip de "Paradise" (2020), sencillo de Meduza con Dermot Kennedy.